# Polazna crta
Polazna crta (rjeđe osnovna crta), u pravu mora je crta od koje se mjeri širina teritorijalnog mora, vanjskog pojasa, isključivog gospodarskog pojasa i epikontinentalnog pojasa. Polazna crta ujedno je i vanjska granica unutarnjih morskih voda. U sporazumima, kao i u pravnoj znanosti, polazna crta naziva se "polazna crta za mjerenje širine teritorijalnog mora". 
Prema Konvenciji o pravu mora postoje odredbe o načinu povlačenja polaznih crta. Polazne crte mogu biti normalne, ravne i arhipelaške. Ovisno o različitim uvjetima, obalna država može odrediti polazne crte primjenjujući naizmjence metode predviđene Konvencijom.
Polazne crte za mjerenje širine teritorijalnog mora naznačuju se na pomorskim kartama takva mjerila ili takvih mjerila koja su prikladna za utvrđivanje njihova položaja. Umjesto toga, može se izraditi popis zemljopisnih koordinata točaka s navedenim geodetskim podatcima. Prema Konvenciji, obalna država na propisan način objavljuje takve karte ili popise zemljopisnih koordinata, a jedan primjerak svake takve karte ili popisa polaže kod glavnog tajnika Ujedinjenih naroda.

## Normalne polazne crte
Normalna polazna crta za mjerenje širine teritorijalnog mora je crta niske vode uzduž obale, kako je naznačena na pomorskim kartama krupnog mjerila koje obalna država službeno priznaje. Za otoke koji se nalaze na atolima ili otoke uzduž kojih se nalazi niz grebena, polazna je crta za mjerenje širine teritorijalnog mora crta niske vode na grebenu u smjeru mora, kako je označena na pomorskim kartama koje obalna država službeno priznaje.

## Ravne polazne crte
Ravne polazne crte je metoda povlačenja polaznih crta koje spajaju prikladne točke, ako je obala razvedena i duboko usječena, ili ako se uzduž obale u njezinoj neposrednoj blizini nalazi niz otoka. Ako je zbog postojanja delte i drugih prirodnih uvjeta obalna crta izrazito nestabilna, prikladne se točke mogu izabrati uzduž najudaljenije crte niske vode u smjeru mora i, usprkos kasnijem povlačenju crte niske vode, ravne polazne crte ostaju valjanima sve dok ih obalna država ne izmijeni.
Ravne polazne crte ne smiju se povlačiti tako da se znatno udalje od općeg smjera obale, a morski prostori koji se nalaze unutar tih crta moraju biti dovoljno povezani s kopnenim područjem da bi bili podvrgnuti režimu unutarnjih morskih voda. Ravne polazne crte ne smiju se povlačiti na uzvišice suhe za niske vode, niti od njih, osim ako su na njima podignuti svjetionici ili slični uređaji koji se stalno nalaze iznad morske razine, ili ako je povlačenje polaznih crta na takve uzvišice i od njih dobilo opće međunarodno priznanje.
Kad se primjenjuje metoda ravnih polaznih crta može se kod određivanja pojedinih polaznih crta voditi računa o posebnim gospodarskim interesima dotičnog kraja, kojih su postojanje i važnost jasno dokazani dugom upotrebom. Država ne može primijeniti metodu ravnih polaznih crta tako da time odvoji teritorijalno more druge države od otvorenog mora ili isključivoga gospodarskog pojasa.

## Posebne odredbe

### Ušća rijeka
Ako se rijeka izravno ulijeva u more, polazna je crta ravna crta preko ušća rijeke između točaka na crti niske vode na njezinim obalama.

### Zaljevi
Konvencija definira zaljev kao jasno istaknutu uvalu koja zadire u kopno u takvu omjeru prema širini svog ulaza da sadržava vode zatvorene kopnom, a nije samo obična krivina obale. Uvala se, naime, neće smatrati zaljevom ako njezina površina nije jednaka ili veća od površine polukruga kojemu je promjer crta povučena preko ulaza u tu uvalu. Odredba se odnosi samo na zaljeve kojih obale pripadaju jednoj državi.
U svrhu mjerenja, površinom uvale smatra se površina obuhvaćena između crte niske vode uzduž obale uvale i crte povučene između crte niske vode na njenim prirodnim ulaznim točkama. Ako, zbog postojanja otoka, uvala ima više od jednog ulaza, polukrug se povlači tako da se kao promjer uzme ukupna duljina crta koje zatvaraju pojedine ulaze. Površina otoka unutar uvale računa se kao dio morske površine uvale.
Ako razmak između crta niske vode na prirodnim ulaznim točkama zaljeva nije veći od 24 morske milje, može se povući granična crta između tih dviju crta niske vode, a vode koje su njome zatvorene smatraju se unutarnjim morskim vodama. Ako je razmak između crta niske vode na prirodnim ulaznim točkama zaljeva veći od 24 morske milje, povlači se ravna polazna crta od 24 morske milje unutar zaljeva, tako da se crtom te duljine zatvori najveća moguća površina vode.
Odredbe o povlačenju polaznih crta ne primjenjuju na takozvane "historijske" zaljeve kao ni u slučajevima kada se primjenjuje metoda ravnih polaznih crta.

### Luke
U svrhe određivanja granica teritorijalnog mora smatra se da stalne lučke građevine, koje su sastavni dio lučkoga sustava, a koje su najudaljenije u smjeru mora, čine dio obale. Uređaji na pučini i umjetni otoci ne smatraju se stalnim lučkim građevinama.

### Sidrišta
Sidrišta koje uobičajeno služe za krcanje, iskrcavanje i sidrenje brodova, a koja bi se inače nalazila, u cijelosti ili dijelom, izvan vanjske granice teritorijalnog mora, uključena su u teritorijalno more. Čl.12. Konvencije o pravu mora

### Uzvišice suhe za niske vode
Uzvišica suha za niske vode je prirodni dio kopna okružen morem i suh za niske vode, ali preplavljen za visoke vode. Kad se uzvišica suha za niske vode nalazi, u cijelosti ili dijelom, na udaljenosti od kontinenta ili otoka koja ne prelazi širinu teritorijalnog mora, crta niske vode na toj uzvišici može se uzeti kao polazna crta od koje se mjeri širina teritorijalnog mora.
Kad se uzvišica suha za niske vode nalazi u cijelosti na udaljenosti od kontinenta ili otoka koja prelazi širinu teritorijalnog mora, ona nema vlastitog teritorijalnog mora.

## Arhipelaške polazne crte
Širina teritorijalnog mora, vanjskog pojasa, isključivoga gospodarskog pojasa i epikontinentalnog pojasa arhipelaške države mjeri se od arhipelaških polaznih crta.
Arhipelaška država može povući ravne arhipelaške polazne crte spajajući krajnje točke najudaljenijih otoka i nadvodnih grebena u arhipelagu, pod uvjetom da su tim crtama obuhvaćeni glavni otoci i područje u kojemu je omjer površine vode i kopna, uključujući atole, između 1:1 i 9:1. Duljina tih polaznih crta ne smije prijeći 100 morskih milja, osim što do tri posto ukupnog broja polaznih crta koje opasuju svaki arhipelag može prijeći tu duljinu, do najveće duljine od 125 morskih milja. Polazne se crte ne smiju povlačiti tako da se znatno udalje od općeg oblika arhipelaga.
Te se polazne crte ne smiju povlačiti na uzvišice suhe za niske vode, niti od njih, osim ako su na njima podignuti svjetionici ili slični uređaji koji se stalno nalaze iznad morske razine, ili kad se uzvišica suha za niske vode nalazi, u cijelosti ili dijelom, na udaljenosti od najbližeg otoka koja ne prelazi širinu teritorijalnog mora. Arhipelaška država ne može primijeniti metodu takvih polaznih crta tako da time odvoji teritorijalno more druge države od otvorenog mora ili isključivoga gospodarskog pojasa. Ako se jedan dio arhipelaških voda arhipelaške države nalazi između dvaju dijelova neposredno susjedne države, postojeća prava i svi drugi zakoniti interesi koje je ta susjedna država tradicionalno vršila u tim vodama, kao i sva prava što proistječu iz sporazuma zaključenih između tih dviju država, očuvani su i dalje se poštuju.

## Polazne crte Republike Hrvatske
Polazna crta za određivanje širine teritorijalnog mora Republike Hrvatske određena je Pomorskim zakonikom. Prema članku 18. polaznu crtu čine:
- crte niske vode uzduž obala kopna i otoka,
- ravne crte koje zatvaraju ulaze u luke ili zaljeve,
- ravne crte koje spajaju sljedeće točke na obali kopna i na obali otoka:
  - rt Zarubača – jugoistočni rt otoka Mrkan – južni rt otoka Sv. Andrija – rt Gruj (otok Mljet),
  - rt Korizmeni (otok Mljet) – otok Glavat – rt Struga (otok Lastovo) – rt Veljeg mora (otok Lastovo) – jugozapadni rt otoka Kopište – rt Velo danče (otok Korčula) – rt Proizd – jugozapadni rt otoka Vodnjak – rt Rat (otok Drvenik mali) – hrid Mulo – hrid Blitvenica – otok Purara – otok Balun – otok Mrtovac – otok Garmenjak veli – točka na Dugom otoku s koordinatama 43°53'12" sjeverne zemljopisne širine i 15°10'00" istočne zemljopisne dužine,
  - rt Veli rat (Dugi otok) – hrid Masarine – rt Margarina (otok Susak) – pličina Albanež – otok Grunj – hrid Sv. Ivan na pučini – pličina Mramori – otok Altiež – rt Kastanjija.

Polazne crte su ucrtane u pomorskoj karti koju izdaje Hrvatski hidrografski institut.